# Villa Grimaldi Spinola
Villa Grimaldi Spinola è un'antica dimora nobiliare genovese, situata nel quartiere di Albaro; prende il nome dalle famiglie che vi hanno abitato.
L'accesso alla villa è in via Corridoni, anche se nei primi anni del Novecento vi si accedeva dalla vicina via Montallegro.
L'epoca di realizzazione dell'edificio è incerta, ma si colloca tra gli inizi del Cinquecento e gli inizi del Seicento.

## Epoca di realizzazione
Sulla base degli elementi stilistici, la villa sembra risalire ai primi anni del Cinquecento.
L'ipotesi sulla base degli elementi stilistici è in contrasto con quanto indicato in una lapide marmorea del 1940 collocata sul muro esterno per commemorare la visita della Regina Margherita di Savoia e l'intervento di restauro da parte dell'architetto Crosa di Vergani, commissionato dal marchese Paolo Alarame Spinola. Sulla lapide viene infatti indicata come data del completamento della villa il 1606 e viene indicato come committente dell'opera Luca Grimaldi De Castro, doge della Repubblica di Genova (1605-1607), senza però che sia possibile verificare la data.
Non sembrano corrette nemmeno le informazioni inserite nella notifica di vincolo sulla villa in quanto monumento storico fatta nel 1912 dalla Soprintendenza al proprietario. Nella notifica si parla infatti di "villa del XVII secolo con affreschi del Semino e del Calvi", indicando così come autori dei dipinti all'interno Lazzaro Calvi, morto al più tardi nel 1607 e forse già nel 1587, e Andrea Semino, morto nel 1594. Questo rende poco credibile che la villa sia stata costruita nel Seicento.
Gli affreschi della villa sono comunque di modesta qualità, e quindi l'attribuzione ai due pittori è incerta, nonostante l'influenza del loro maestro Perin del Vaga sia rilevabile nella celebrazione del personaggio più importante, cioè l'eroe, presentato in dimensioni maggiori rispetto allo sfondo e agli altri personaggi.
Anche la conformità del soggetto, ovvero del committente stesso, che è raffigurato durante scene allegoriche e leggendarie nelle specchiature del soffitto del salone più importante, suscita dubbi. Se il soggetto in questione è realmente Luca Grimaldi De Castro, gli affreschi devono però essere stati realizzati dopo il 1605 da un artista che si ispirava allo stile di Giovan Battista Castello, detto Bergamasco.
È quindi possibile che l'edificio esistesse già in precedenza e che Luca Grimaldi De Castro si sia limitato a far realizzare nuovi affreschi nel salone. Lo stile dei dipinti delle sale circostanti è infatti molto diverso: la mano è molto indecisa, i perimetri sono realizzati a grottesche ed è presente una sola specchiatura, mentre nel salone principale, molto allungato, ve ne sono due.

## Proprietari
In origine la villa è appartenuta al ramo genovese della nobile famiglia dei Grimaldi, all'epoca ancora ben presente in città.
Nell'Ottocento è passata ai marchesi Veneroso, che nel 1818 la lasciarono in eredità alla famiglia De Ferrari.
Anna Maria De Ferrari, moglie del principe Scipione Borghese, la vendette a monsignor Giacomo Poggi e all'avvocato Enrico Peirano nel 1902.
Nel 1906, la proprietà passò a Paolo Alerame Spinola.
Tea Spinola la cedette alla Società Nikion nel 1970.
Dagli anni settanta fino al 2014, nella villa sono stati organizzati ricevimenti curati da Capurro Ricevimenti srl.

## Descrizione
Come la vicina Villa Imperiale, Villa Grimaldi Spinola si trova piuttosto lontano dalla strada urbana, a differenza della maggior parte degli altri palazzi nobiliari della zona. 
I tratti architettonici sono tipicamente rinascimentali, in linea con le caratteristiche delle ville genovesi del periodo precedente all'influsso di Galeazzo Alessi. 
La pianta è rettangolare; la struttura portante è disposta lungo un asse longitudinale con corpi laterali che si prolungano dai lati brevi. Al piano nobile sono presenti due logge d'angolo.
Un affresco presente al piano nobile rappresenta la villa nello stato originario e mostra che il corpo di levante era prolungato da un ampio terrazzo, in seguito demolito, che copriva un portico del piano terra. Al contrario, il corpo di ponente, è stato conservato, seppur totalmente restaurato.
Il corpo principale dell'edificio è diviso in tre piani: piano terra, piano nobile, piano di mezzanini sotto la grondaia.
Sulla facciata dell'edificio sono presenti finestre in numero pari. L'interno è caratterizzato da elementi tipici riconducibili all'architettura cinquecentesca: per esempio, sono visibili tre volte a padiglione, una a sinistra e due a destra, nell'ingresso e nelle sale laterali. Le volte, inoltre, sono contrassegnate da superfici semicircolari (lunette unghiate) affrescate e da capitelli pensili largamente utilizzati nell'architettura dell'epoca, detti peducci. Di particolare interesse è il camino dell'atrio impreziosito dal vessillo della famiglia Spinola con quattro decorazioni ovali in marmo, tra le quali vengono raffigurati Nerone ed Ottaviano. Infine, lo scalone in fondo all'atrio permette di raggiungere la loggia di sinistra del piano nobile da cui si accede al salone di 91 metri quadri che si sviluppa da loggia a loggia. 
Al complesso originale è stato aggiunto un corpo laterale, nel quale sono presenti giochi prospettici ottenuti tramite quadrature, dovute alla ristrutturazione dell'architetto Crosa di Vergani.
Nel complesso, le sale sono affrescate sui muri verticali con raffigurazioni di paesaggi campestri, di logge e terrazzi scandite da colonne dipinte.
La villa è circondata da un ampio giardino di antico impianto, nel quale si nota la fontana barocca dei Tritoni.